# Mike Hansen
Miguel Eduardo „Mike“ Hansen Mejias (* 17. April 1970 in Torrejón de Ardoz) ist ein ehemaliger spanisch-US-amerikanischer Basketballspieler.

## Laufbahn
Hansen, Sohn einer Spanierin und eines US-amerikanischen Vaters, der als Soldat in Spanien stationiert war, ist Doppelstaatsbürger (Spanien und Vereinigte Staaten). Er spielte als Jugendlicher in seiner Heimatstadt Torrejón und dann im Nachwuchs von Estudiantes Madrid. Hansen war bei der Kadetteneuropameisterschaft in Ungarn im August 1987 mit 15,8 Punkten pro Begegnung bester Korbschütze der spanischen Auswahl.
Um seine Basketballausbildung fortzusetzen, ging der 1,84 Meter messende Aufbauspieler ins Heimatland seines Vaters, spielte an der University Heights Academy in Hopkinsville (US-Bundesstaat Kentucky) und in der Saison 1988/89 dann an der University of Tennessee at Martin. Er wechselte anschließend an die Louisiana State University und musste laut NCAA-Regelwerk deshalb in der Saison 1989/90 pausieren. Zwischen 1990 und 1993 fiel Hansen bei „LSU“ als guter Dreierschütze auf, traf 113 Dreipunktwürfe und lag damit zum Zeitpunkt seines Abschieds auf dem zweiten Rang der ewigen Bestenliste der Hochschulmannschaft. Sein Höchstwert in einem Spiel in dieser Zeit waren sieben getroffene Dreier (im Januar 1991). Seine beste Saison in Diensten der Louisiana State University war das Spieljahr 1990/91, als er mit 12,7 Punkten pro Partie hinter Shaquille O’Neal und Vernel Singleton drittbester Korbschütze der Mannschaft war. Während seiner Zeit in Louisiana wurde Hansen in die spanische A-Nationalmannschaft berufen und nahm 1991 an der Europameisterschaft in Italien teil. Er gewann mit Spanien bei der EM Bronze, kam im Turnierverlauf aber selten zum Einsatz und erzielte in drei Spielen insgesamt neun Punkte, sechs davon im Spiel um den dritten Platz gegen Frankreich.
Nach seiner Rückkehr aus den Vereinigten Staaten schloss sich Hansen wieder Estudiantes Madrid an, diesmal aber der Herrenmannschaft in der Liga ACB. Er kam im Saisonverlauf 1993/94 auf 5,4 Punkte pro Begegnung und wechselte im Vorfeld des Spieljahres 1994/95 innerhalb der Liga zu Forum Valladolid. Er blieb bis 1997 in Valladolid, bei CB Ciudad de Huelva in der Saison 1997/98 erreichte er den besten Punkteschnitt seiner Laufbahn in der höchsten spanischen Spielklasse, nämlich 10,4 pro Begegnung. 1998/99 stand Hansen bei Recreativos Orenes Murcia ebenfalls in der Liga ACB unter Vertrag und wechselte anschließend nach Deutschland in die Basketball-Bundesliga.
Von 1999 bis 2002 stand er bei Bayer 04 Leverkusen unter Vertrag. Er nahm mit der Werksmannschaft zusätzlich an Europapokalwettbewerben teil: 1999/2000 und 2001/2002 am Korać-Cup sowie 2000/2001 an der SuproLeague. In seiner ersten Saison im Rheinland hinterließ Hansen gleich Eindruck, erzielte in der Bundesliga 15 Punkte pro Einsatz und war damit bester Korbschütze der Mannschaft. Mit einer Trefferquote von der Freiwurflinie von 89,1 Prozent war er in diesem Spieljahr ligaweit besser als alle Anderen, auch seine 121 erzielten Dreipunktwürfe bedeuteten mit Abstand den Bundesliga-Spitzenwert. Im Korać-Cup der Saison 1999/2000 verbuchte Hansen mit 17,6 pro Partie einen noch höheren Punktewert als in der Bundesliga. Er erreichte mit Leverkusen 2000 die Endspielserie, dort unterlag man Alba Berlin. Im Sonderheft der Basketball-Bundesliga zur Saison 2000/01 wurde Hansen als „die Dreiermaschine bei den Riesen vom Rhein“ und als „eine der Führungspersönlichkeiten bei den Leverkusenern“ bezeichnet. Seine Punktestatistik in der Bundesliga blieb 2000/01 nahezu gleich (15,1 Punkte/Spiel), er traf mit 108 Dreiern zwar leicht weniger als in der Vorsaison, dafür war seine Trefferquote bei den Würfen aus der Ferndistanz mit 44,8 Prozent gegenüber 40,3 Prozent in der Vorsaison höher. Hansen stieß im Spieljahr 2000/01 mit Leverkusen bis ins Bundesliga-Halbfinale vor. In seinem dritten Leverkusener Jahr kam er in der Bundesliga auf 10,6 Punkte pro Begegnung.
Hansen ging in sein Heimatland zurück, spielte 2002/03 beim Erstligisten Cáceres CB, nahm im Vorfeld des Spieljahres 2003/04 dann ein Angebot des Bundesligisten Brandt Hagen an. Er stand für Hagen in zehn Bundesliga-Partien auf dem Feld, erzielte dabei im Schnitt 6,6 Punkte und war Mannschaftskapitän. Im Dezember 2003 musste sich die Mannschaft wegen der Insolvenz vom Spielbetrieb zurückziehen.
In der Saison 2004/05 spielte Hansen beim Viertligisten CD Maristas in Palencia sowie von 2005 bis 2008 bei CB Zamora in der viert- beziehungsweise fünfthöchsten Spielklasse des Landes. In seiner letzten Spielzeit im leistungsbezogenen Basketball erzielte er 2007/08 im Schnitt 16,9 Punkte pro Begegnung für Zamora.
Später wurde er Vereinspräsident von CB Ciudad de Valladolid.